# Утросин, Анатолий Андреевич
Анато́лий Андре́евич Утро́син (27 сентября 1921, Хилок, Хилокская волость, Верхнеудинский уезд, Забайкальская область, РСФСР ― 5 января 1969, Йошкар-Ола, Марийская АССР, РСФСР, СССР) ― советский военачальник. В годы Великой Отечественной войны ― командир стрелкового батальона 894 стрелкового полка 211 стрелковой дивизии 2-го формирования. Командир 14-й Киевско-Житомирской ордена Кутузова ракетной дивизии ― начальник Йошкар-Олинского гарнизона (1963―1969). Генерал-майор (1965). Член ВКП(б) с 1941 года.

## Биография
Родился 27 сентября 1921 года в г. Хилок ныне Хилокского района Забайкальского края.
В сентябре 1939 года призван в РККА из п. Торбеево Мордовской АССР. В 1941 году окончил Черкасское пехотное училище. В том же году стал членом ВКП(б). Участник Великой Отечественной войны с 1943 года: командир стрелковой роты, стрелкового батальона 894 стрелкового полка 211 стрелковой дивизии 2-го формирования, капитан. Участвовал в Битве на Курской дуге, освобождении Украины, Белоруссии, Польши, Чехословакии. Был контужен. Демобилизовался в 1945 году.
В 1951 году окончил Военную академию имени М. В. Фрунзе. Был командиром ракетного полка, заместителем командира ракетной дивизии в звании полковника. В 1963―1969 годах был командиром 14-й Киевско-Житомирской ордена Кутузова ракетной дивизии ― начальником Йошкар-Олинского гарнизона, генерал-майор (1965). В 1966 году дивизия перевооружена на ракетный комплекс ОС РТ-2 (8К89) повышенной защищённости и высокой готовности к пуску ракет. При непосредственном участии А. А. Утросина в Йошкар-Оле были заложены микрорайоны Дубки и Солнечный для проживания офицеров.
В 1967―1969 годах избирался депутатом Верховного Совета Марийской АССР.
Ушёл из жизни 5 января 1969 года в Йошкар-Оле. Похоронен на Туруновском кладбище.  

## Награды
- Орден Красного Знамени (17.02.1945, 22.02.1968)[1][2]
- Орден Отечественной войны I степени (26.04.1944)[1][2]
- Орден Красной Звезды (02.01.1944, 26.10.1955)[1][2]
- Орден Александра Невского (08.11.1944, 30.11.1944)[1][2]
- Крест ордена Белого Льва I степени[5]
- Медаль «За боевые заслуги» (15.11.1950)[5]
- Медаль «За победу над Германией в Великой Отечественной войне 1941—1945 гг.» (09.05.1945)[5]
- Медаль «За освобождение Праги»[5]
- Медаль «За взятие Дукельского перевала» (дважды)[5]
- Почётная грамота Президиума Верховного Совета Марийской АССР (1965)[1][2]